# Mutabar Tadjibayeva
Moutabar Tajibayeva (ouzbek : Mo'tabar Tojiboyeva) est une journaliste indépendante ouzbèke et une militante des droits de l’homme. Fondatrice de l'association internationale des droits de l'homme "Club des Cœurs Ardents", Moutabar Tajibayeva surveillait la situation des droits de l’homme et était le journaliste d'investigation. Elle également participait à des enquêtes et des procédures judiciaires en tant que défenseur et personne de confiance en Ouzbékistan.

## Liminaire
Moutabar Tajibayeva est la fondatrice du Mouvement populaire "Société Civile". Elle a été arrêtée le 7 octobre 2005 à la veille du départ pour une conférence internationale sur les droits de l'homme à Dublin. 
Lors de l'enquête, elle a été inculpée de dix-huit articles du Code criminel, le tribunal l'a reconnue coupable de treize chefs d'accusation et l’a condamnée à huit ans en prison pour avoir critiqué les autorités ouzbèkes qui ont utilisé la violence contre les manifestants pacifiques dans la ville d'Andijan en 2005.
En 2005, l'organisation publique "PeaceWomen Across the Globe", qui réunit des milliers de femmes activistes de la paix et propose leurs candidatures pour le Prix Nobel de la Paix, a également inclus dans sa liste le nom de Moutabar Tadjibayeva.
Le 15 mai 2008, alors que Tadjibayeva était encore en prison, la fondation Martin Ennals a annoncé dans un communiqué de presse qu'elle allait recevoir le prix Martin Ennals la même année. Le même jour, les blogueurs, écrivant sur le sujet des droits de l'homme, ont annoncé la liste des dix femmes qui ont joué un rôle important dans la protection des droits de l’homme. Le nom de Moutabar Tadjibayeva a été aussi inclus dans cette liste. Le 2 juillet 2008, Moutabar Tadjibayeva a été libérée du prison. Le 20 novembre la cérémonie Martin Ennals a eu lieu à Genève. Dans le cadre du soixantième anniversaire de la "Déclaration universelle des droits de l'homme", "Club des Cœurs Ardents" a été aussi récompensé par le prix de "Liberté, Égalité, Fraternité" attribué aux défenseurs des droits de l'homme de la République Française. Le 10 décembre de la même année, lors d'une cérémonie à Paris, le prix a été remis à Moutabar Tadjibayeva.
Au début de mars 2009, Tajibayeva a reçu le prix "Femmes de courage" du département d’État américain, qu'elle rendra plus tard pour des raisons de principe.
En août, elle est devenue membre du Conseil international de la Fondation des droits de l'homme. En 2011, Moutabar Tajibayeva est apparue dans la liste des dix femmes les plus influentes en Asie centrale. La même année, elle a écrit le livre "La Prisonnière de l'Île de la Torture". Dans ce livre l’auteur raconte ses souvenirs et dénonce la cruauté du gouvernement ouzbek sur son peuple. Ce livre sera publié en anglais, russe, français et ouzbek.
Moutabar Tajibayeva est réfugiée politique en France et vit en Île-de-France. Actuellement elle dirige l’Association internationale de défense des droits de l'Homme "Club des Cœurs Ardents", enregistrée et basée à Paris. Elle reçoit le 15 novembre 2014 le "Prix Engel - du Tertre" de la Fondation ACAT, l’Action des Chrétiens pour l’Abolition de la Torture. Cette récompense vise à distinguer une femme, un homme dont le courage et l’engagement en faveur du respect de la dignité
humaine doivent être reconnus et encouragés.

## Biographie
Moutabar Tajibayeva est née le 25 août 1962 dans une famille ouvrière à Marguilan dans la région de Fergana. Son père est Ibrahim Tadjibayev, sa mère est Kandolathon Ouljayeva. En 1937, son grand-père maternel, Oljaboy Khamrokoulov, a été envoyé au goulag en Sibérie en tant qu'ennemi du peuple avec sa famille.À partir de ce moment, la famille des Khamrokoulov a été déplacée plusieurs fois dans différentes régions de l'URSS. En 1946, Oljaboy Khamrokoulov a été libéré grâce à ses contributions volontaires en tant que partisan dans l'Armée Rouge contre les troupes du Troisième Reich et il rentrera dans son pays. Sa mère, Tadjibayeva Qandolatkhan Oljayeva, rencontra un soldat de l'Armée rouge, blessé, dans les forêts ukrainiennes pendant la Seconde Guerre mondiale. Le couple se marie en 1944 et leur premier enfant naît en RSS d'Ukraine. Bien que Moutabar Tajibayeva n’a pas été le témoin de ces événements, les souvenirs de sa mère ont joué un rôle important dans sa formation en tant que défenseur des droits de l’homme.

## Formation
Moutabar Tadjibayeva a commencé son éducation en 1969 à Marguilan à l'école numéro 7, nommée Hamza Hakimzade Niyazi. Entre 1987 et 1989, elle termine ses études d'économie dans un lycée technique local et en obtient le diplôme. En même temps elle suit une formation de journaliste au centre de la presse de la région de Fergana.

## Activité professionnelle
Après avoir obtenu son bac, Moutabar Tadjibayeva a travaillé pour un an comme fileuse dans une usine de soie à Marguilan. En 1980, elle a commencé à travailler comme assistante de notaire dans le département Akhounbabaïev dans la région de Fergana. En 1981, dans le même département, elle devient secrétaire du département de l'agriculture. En 1985, Moutabar Tadjibayeva a continué son activité professionnelle en tant qu’inspecteur au sein de la Commission de contrôle public dans le département Akhounbabaïev. Par la suite Moutabar Tadjibayeva dirige en même temps le service des plaintes et le centre de presse de cette commission. Elle a pris une part active lors des contrôles d’application des lois et de la défense des droits de l’homme. C’était ici que Tadjibayeva a pu voir de son expérience pour la première fois l’efficacité des relations publiques. En tant que responsable du centre de presse elle a également pris une part active dans l’activité de propagande en exigeant la mise en œuvre des lois dans la vie sociale. Elle a commencé alors à se manifester dans la presse centrale et locale contre les fonctionnaires publics qui abusaient les lois et les droits des simples citoyens. Ce travail a joué un rôle important dans sa formation en tant que défenseur des droits de l’homme. 
En 1991, après la chute de l'Union soviétique, la Commission de contrôle public a également arrêté ses activités. Et jusqu’à 1997, Moutabar Tadjibayeva a continué à travailler dans le secteur bancaire, en tant que directrice des ressources humaines, puis économiste du département de la circulation monétaire, ensuite chef de services économiques des agences de Marguilan et Kirgouly de la Banque Industrielle de l’Ouzbékistan et de la Banque Populaire du département Kirgouly. De 1997 à 1998, elle dirigeait le centre de propagande auprès de l'Union des écrivains d'Ouzbékistan à Fergana. Elle y a publié sa première brochure "Les Souvenirs". En même temps, Moutabar Tadjibayeva a continué son activité en tant que défenseur des droits de l’homme et a publié dans la presse nationale des articles critiquant les autorités.
En 1998 et 1999, elle travaillait comme responsable de la filiale de la "Croix-Rouge" à Fergana.

## Activité dans le domaine de la protection des droits de l'homme
Aux élections de décembre 1999, Tajibayeva a posé sa candidature indépendante à la députation au sein du Conseil régional de Fergana. Elle a visé à mettre sur l'ordre du jour l’adoption de la loi sur le contrôle public de l’exécution des actes législatifs. Toutefois, Mutabar Tajibayeva n’a pas réussi aux élections et, pour mettre en œuvre ses plans, elle est devenue membre du Parti démocratique populaire d'Ouzbékistan (PDPU). En janvier 2000, Tajibayeva a été élue secrétaire d’une cellule du Parti appelée « Zuhro » de Marguilan. Elle a organisé le « Club des Cœurs Ardents » auprès de la cellule. Cet événement peut être considéré comme son entrée officielle dans le domaine de la défense des droits de l’homme.
En 2001, avec le soutien du « Club des Cœurs Ardents », Mutabar Tajibayeva a publié la brochure « Serons vigilants ». En janvier 2002, la session plénière du conseil municipal de la ville de Marguilan du PDPU a discuté l’activité du « Club des Cœurs Ardents » de deux dernières années. Le plenum a apprécié leur lutte contre la criminalité et l'abus de drogues, et a adopté une résolution visant à diffuser l'expérience du club dans la République. Des articles, des essais, des programmes spéciaux sur l’activités du club ont été publiés dans les médias locaux et nationaux. 

## Affaire d’Alimuhammad Mamadaliev et ses conséquences
En 2002, Mutabar Tajibayeva surveillait le cas d’Alimuhammad Mamadaliev, torturé et tué par les forces de sécurité, et se donnait à fond pour soumettre ce drame au grand public. En conséquence, l'affaire a été examinée par la Cour militaire de la République d'Ouzbékistan, et les meurtriers de Mamadaliev ont été condamnés à de longues peines d'emprisonnement. Le 30 juin 2002, Mutabar Tadjibaeva avec le correspondant international du journal "Christian Science Monitoring" Scott Peterson ont visité le village de Durmen où la famille de Mamadalieva résidait. Ils y ont effectué l’enquête journalistique en interviewant les villageois sur les menaces à leur encontre par les autorités locales et les organismes administratifs.
Le lendemain, soit le 1er juillet, 2002 la police routière du département Kirguly du Ministère de l'Intérieur de la République d'Ouzbékistan a arrêté la voiture de Mutabar Tadjibayeva, et elle a été interpellée. En ignorant toute procédure formelle, les policiers l’ont interrogée et maltraitée. Elle a été amenée au commissariat de police et placée dans une cellule du sous-sol. Cette nuit-là, les agents de la police nationale l’ont violée. Le lendemain, Mutabar a été déclarée coupable en vertu des articles "Désobéissance aux demandes légitimes des agents de police" et "Petit délit". En raison du manque de documents de poursuite soumis à la cour et des exigences de Tadjibayeva d’expertise médico-légale, l’affaire a été transférée au parquet et elle a été libérée de la salle d'audience. Le 5 septembre 2002, la Cour pénale de la région de Fergana a reconnu  illégales les actions des agents de la police nationale du département Kirguly. Le 27 septembre, le parquet du département Kirguly a ouvert une enquête pénale. Le 16 décembre 2002, l'affaire a été classée "faute de corps du délit dans les actes des agents de la police du département Kirguly". L’affaire de Mamadaliev a entraîné l’aggravation de la tension entre Mutabar Tadjibayeva et le pouvoir. Cet événement a augmenté encore plus l’autorité du "Club des Cœurs Ardents" et de son chef parmi les citoyens et a entraîné la croissance de leur activité.

## Aggravation de la situation
Le 14 octobre 2002,  un  piquet devant le tribunal pénal du département Altyaryksky à l'initiative de Mutabar Tadjibayeva a eu lieu. Le 7 novembre 2002, elle a publié une demande officielle au nom du "Club des Cœurs Ardents", d’organiser le 8 novembre une manifestation contre les violations des droits constitutionnels des citoyens dans le cadre du Jour de la Constitution devant le Parlement national "Oliy Majlis". Elle a envoyé sa proclamation à tous les organes administratifs. Pour vérifier les exigences adressées au Parquet général,  l’officier du Parquet général Bahadir Pulotov est venu dans la région de Fergana pour rencontrer Mutabar Tadjibayeva. Toutefois, n’ayant pas terminé la vérification, il est retourné à Tachkent sans aucun avertissement. Quatre jours avant la manifestation, Mutabar a été convoquée chez le procureur de Fergana Talib Hassanov, qui a insisté sur l'abolition de la manifestation prévue, et dans le cas contraire il a menacé de poursuites pénales à l’encontre de Tadjibayeva et lui a donné une lettre d'avertissement. Tadjibayeva a refusé cette lettre, alors le procureur lui a envoyé un deuxième avertissement. Ce document mettait fin au fonctionnement du "Club des Cœurs Ardents" et dans le cas contraire, une autre enquête pénale serait ouvert contre elle. Le 5 décembre 2002, Mutabar Tadjibayeva a reçu un appel du commissariat de police régionale de Fergana et a été informée sur l’ouverture du procès judiciaire à son égard, mais elle ne s’est pas présentée devant le tribunal. Le 6 décembre, Tadjibayeva a été demandée de se présenter devant le tribunal du département Tachlac, dans le cas contraire elle y serait amenée par voie coercitive. Après s'être assurée que le procès avait été fabriqué exprès contre la manifestation, Mutabar Tadjibayeva a décidé de ne pas se présenter devant le tribunal et s’est cachée à Durmen. Le soir même, la police, les services de renseignement et les militaires ont encerclé le village de Durmen. Ils ont dit aux villageois que Mutabar Tadjibayeva était un agent des pays occidentaux et ont exigé son extradition. Toutefois, personne n’a coopéré avec les autorités, alors ils ont commencé à perquisitionner les maisons. Le 10 décembre 2002, Mutabar Tajibayeva a appris que pour lui mettre la pression, la police avait l’intention de prendre sa fille en otage.  Du coup, déguisée en vieille, elle a quitté le village. Puis elle a appelé le commissariat de police de la région de Fergana et a exprimé le désir de se rendre aux autorités en échange de discontinuation des poursuites.

## Accident de voiture
Au début de décembre 2003, un des hauts fonctionnaires du Département des Affaires Intérieures de la région de Fergana a appelé Mutabar Tadjibayeva en état d'ébriété en disant que ses jours étaient comptés et qu’elle serait punie pour ses fautes. Le 12 décembre, Mutabar Tajibayeva est venue au Ministère de l'Intérieur de la République d'Ouzbékistan et a demandé d’arrêter la persécution à son encontre. Toutefois, les gestionnaires du Ministère ont refusé de la recevoir. Le lendemain, sur sa route du retour à la région de Fergana, Mutabar Tajibayeva a eu un accident de voiture et il lui a fallu douze jours pour suivre un traitement à l'hôpital. Selon Mutabar, ce n'était pas un simple accident, parce qu’elle était la seule victime, et en plus il est arrivé après les menaces téléphoniques. Comme l'accident de voiture a eu lieu dans la région de Tachkent, Mutabar Tadjibayeva a été ramenée à l'hôpital du département Akhangaran. La victime n’a pas été informée des résultats de la procédure pénale intentée concernant l’accident. Elle a demandé de prendre connaissance du dossier sur cette affaire, pourtant ses exigences n’étaient pas satisfaites. Alors Mutabar a retourné à Marguilan où elle a poursuivi le traitement. Peu de temps après, elle a appris que le dossier a été détruit par un incendie d'origine indéterminée.

## Événements d'Andijan
Le 4 avril 2005, au nom du "Club des Cœurs Ardents", Mutabar Tadjibayeva a envoyé un télégramme adressé au Président de la République d'Ouzbékistan Islam Karimov, en décrivant la situation sociopolitique difficile dans la région d’Andijan. Le 13 avril, elle a été arrêtée par des agents de la police du département Bektemir, après transmise au commissariat de police et interrogée. Mais avec l'appui des ONG internationales et des ambassades étrangères, Mutabar Tadjibayeva a été libérée. Le 15 avril 2005, au Ministère de l'Intérieur de la République d'Ouzbékistan devait avoir lieu une conférence de presse sur les articles publiés sous le pseudonyme du politologue Safar Abdoullaïev. Mutabar Tajibayeva avait l’intention de participer à cette conférence, mais elle a été arrêtée par la police routière et emportée par des inconnus dans une autre voiture. Après avoir changé plusieurs véhicules, Mutabar Tadjibayeva a été amenée au commissariat de police du département Bektemir, où elle a été soumise à un interrogatoire rigoureux et humiliant. De son retour à Marguilan, Mutabar a dû suivre un traitement dans un hôpital local, mais elle ne s'est adressée à personne par rapport à la violence et les tortures qu’elle avait subies. En effet, la personne chargée de son interpellation, a exigé d'elle de se taire, dans le cas contraire, il a menacé de faire traverser les mêmes aventures à sa fille. 
Pendant les événements d'Andijan, le 13 mai 2005, Mutabar Tadjibayeva a été assignée à résidence sans empêchement légitime, et deux agents de police armés veillèrent son habitation. Dans telles circonstances, elle a quand même réussi à établir la liaison entre les participants des événements d'Andijan et de journalistes internationaux. Le même jour, vers 17 heures, les dirigeants du Département de la lutte contre le terrorisme de la région de Fergana ont ordonné de transférer Mutabar Tajibayeva de son domicile en garde à vue, et jusqu'au 16 mai 2005, elle a été maintenue en cellule. Elle n'avait le droit de contacter personne.

## Arrestation
Le 20 septembre 2005, le procès sur les événements d’Andijan a été ouvert. Au cours du procès, le Procureur général adjoint a accusé Tadjibayeva de relation directe avec ces événements, ainsi que des activités contre l'État conduites sous le faux nom d’une militante des droits de l’homme. Mutabar Tajibayeva avait été invitée à une conférence internationale sur les droits de l'homme, prévue le 8 octobre 2005, à Dublin. Elle s'apprêtait à y intervenir documents à l'appui sur les causes et les circonstances du massacre d'Andijan. Cependant, le 7 octobre 2005, Mutabar Tajibayeva a été arrêtée par des agents de sécurité du Ministère de l'Intérieur de l'Ouzbékistan sous l'inculpation de fraude. Après l’interpellation, la résidence de Tadjibayeva a été perquisitionnée par les agents de police, ses objets personnels ont été confisqués. Bien que la poursuite n’ait été dirigée que contre  Tajibayeva personnellement, des membres du « Club des Cœurs Ardents », ont également été soumis à une perquisition et tous les documents et matériels (enregistrements vidéo et audio, etc.) ont été confisqués. Au début, pour dix jours, Mutabar a été placée en garde à vue du commissariat de police de la région de Fergana, par la suite elle a passé quatre mois en détention provisoire et a été régulièrement soumise à des interrogatoires. Au cours de l'enquête,  Mutabar Tadjibayeva a finalement appris les raisons de son interpellation. C’était les activités dans le domaine des droits de l'homme, contre les intérêts des fonctionnaires du gouvernement et la gestion du « Club des Cœurs Ardents ».